# Nagyfogú fűrészesrája
A nagyfogú fűrészesrája (Pristis microdon) a porcos halak (Chondrichthyes) osztályának Rhinopristiformes rendjébe, ezen belül a fűrészesrájafélék (Pristidae) családjába tartozó faj.

## Előfordulása
A nagyfogú fűrészesrája elterjedési területe az Indiai-óceánban és a Csendes-óceán nyugati részén van, Kelet-Afrikától Pápua Új-Guineáig. A határt északon a Fülöp-szigetek és Vietnám, délen pedig Ausztrália képezi. Meglehet, hogy az Atlanti-óceánban és a Csendes-óceán keleti részén is vannak állományai, de ezek az állományok valószínűleg inkább a Pristis perottetihez és a Pristis pristishez tartoznak. A nagyfogú fűrészesrájáról szóló első leírások, nem adják meg az elterjedési területét, emiatt a nagyfogú fűrészesrája név alatt a legtöbb rendszerező, illetve biológus azt a halat adják meg, amelynek elterjedési területe az Indiai-óceánban és a Csendes-óceán nyugati részén van. A Pristis nemen belül, ez a hal eltér az atlanti-óceáni Pristis perottetitól és a kelet-csendes-óceáni Pristis zephyreustól.

## Megjelenése

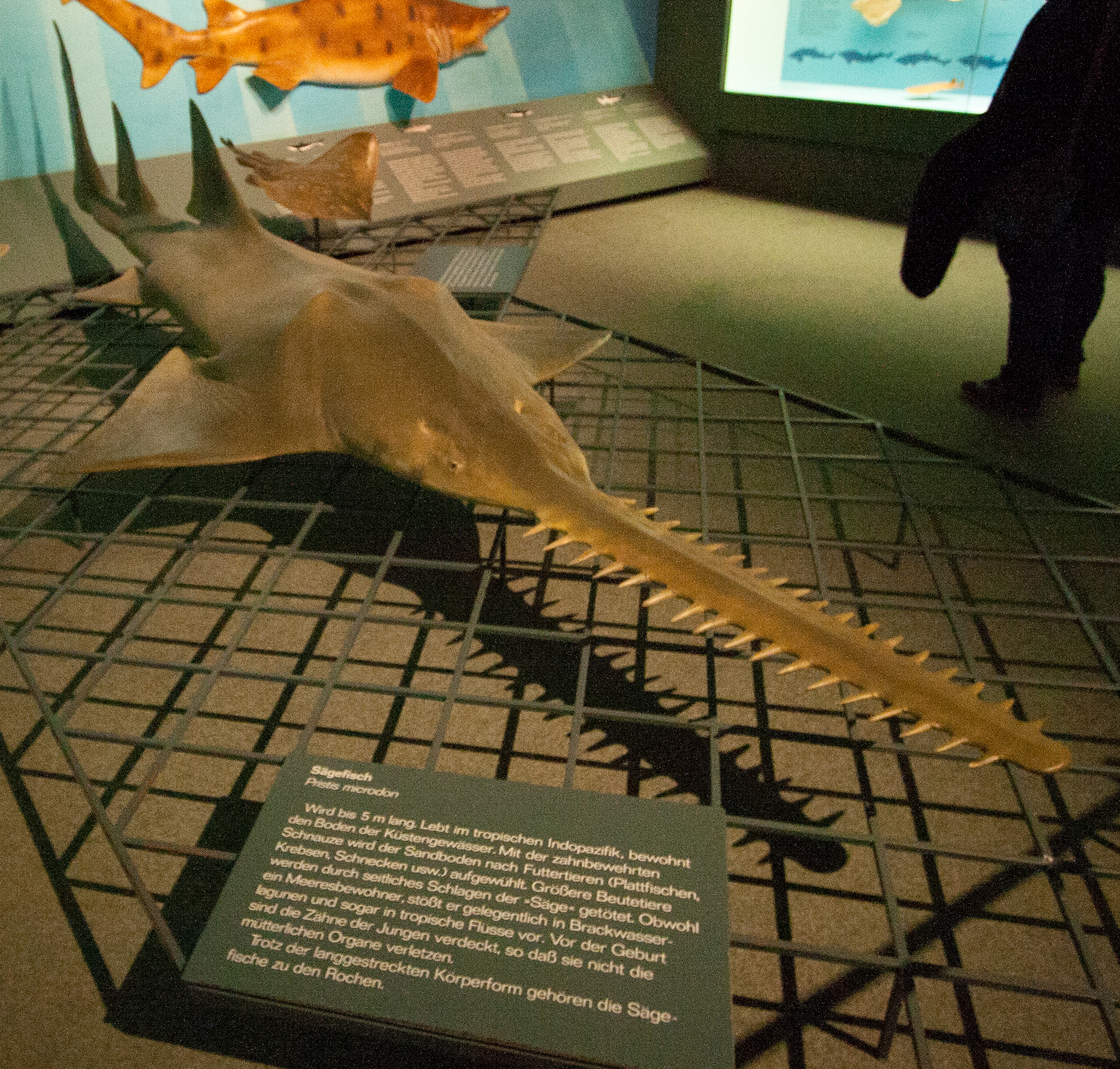
Nagyfogú fűrészesrája a frankfurti Senckenberg Naturmuseumban

Általában 500 centiméter hosszú, de akár 700 centiméteresre is megnőhet. 240-300 centiméteresen számít felnőttnek. Az eddigi legnagyobb kifogott példány 600 kilogrammot nyomott. Ennek az erős testfelépítésű halnak a csőrszerű képződménye, a többi Pristis-fajjal összehasonlítva, rövidebb, de a töve széles. A „csőr” mindkét oldalán 14-22 fog ül. A két utolsó fog közti hely, körülbelül kétszer olyan kicsi, mint az első két fog közti hely. A mellúszói magasan ülnek, a hátúszó előrébb van, mint a farok alatti úszó. A farokúszó alsó nyúlványa eléggé nagy. Testszíne zöldes-szürke vagy aranysárgás-barna; alul krém színű.

## Életmódja
Ez a trópusi halfaj egyaránt megél a sós-, édes- és brakkvízben is. 10 méternél mélyebbre nemigen úszik le. A folyótorkolatokba és a tavakba is beúszik; a fiatal még feljebb hatol. A homokos, iszapos tengerfenéket kedveli. A fenéklakó gerinctelenekkel és rajhalakkal táplálkozik. A „fogazott csőrével” vadászik és védi magát.
Legfeljebb 30 évig él.

## Szaporodása
A nagyfogú fűrészesrája ál-elevenszülő, vagyis a hím által megtermékenyített peték, a nőstény petefészek vezetékének üregében fejlődnek ki. Ha eljön a szülés ideje, az anya kitolja az érett petéket (ikrákat). A belső nyomástól feszülő ikraburok a szülés pillanatában szétreped, és a kis halivadék a szülőcsatornából a szó szoros értelmében, általában farokkal előre, kilökődik az anya testéből.

## Felhasználása
Ennek a halnak, csak kisebb halászati értéke van. A sporthorgászok kedvelik. A hal minden részét lehet hasznosítani: húsát, úszóit, bőrét, porcos részeit; a csőrét a turistáknak adják el. A hal számára a fő veszélyt a véletlen halászata jelenti, amikor is a nagyfogú fűrészesrája gabalyodik azokba a halász hálókba, amelyeket nem neki szántak. Emiatt meglehet, hogy élőhelyének egyes részeiről ki is halt.